# Американска пъструшка
Американска пъструшка (Laterallus jamaicensis) е вид птица от семейство Rallidae. Видът е почти застрашен от изчезване.

## Разпространение
Видът е разпространен в Аржентина, Американските Вирджински острови, Белиз, Бразилия, Доминиканската република, Коста Рика, Куба, Мексико, Панама, Перу, Пуерто Рико, САЩ, Хаити, Чили и Ямайка.